# National Treasure: Book of Secrets
National Treasure: Book of Secrets (bra: A Lenda do Tesouro Perdido - Livro dos Segredos; prt: O Tesouro - Livro dos Segredos) é um filme de mistério e aventura de 2007. É uma sequência do filme de 2004 National Treasure e é a segunda parte da franquia National Treasure. Foi dirigido por Jon Turteltaub, produzido por Jerry Bruckheimer e lançado pela Walt Disney Pictures. As estrelas de cinema Nicolas Cage, Diane Kruger, Justin Bartha, Jon Voight, Harvey Keitel, Ed Harris, Bruce Greenwood e Helen Mirren.
Afirmou-se no comentário do primeiro filme que não havia planos para uma sequência, mas devido ao impressionante desempenho de bilheteria do primeiro filme, ganhando 347,5 milhões de dólares em todo o mundo,  o sinal verde para uma continuação foi dada em 2005. Demorou 38 dias do lançamento para a sequência ter a bilheteria bruta do original.
O filme estreou em Nova York em 13 de dezembro de 2007, e foi lançado primeiro na Coreia do Sul e em Taiwan em 19 de dezembro de 2007. Em seguida, foi lançado na Austrália e no Oriente Médio em 20 de dezembro de 2007. O filme estreou nos Estados Unidos, Canadá, Japão, Espanha e Itália em 21 de dezembro de 2007. Foi lançado na Alemanha e na Holanda em 24 de janeiro de 2008, e no Reino Unido e na Dinamarca em 8 de fevereiro de 2008.

## Enredo
O filme começa com uma retrospectiva do assassinato de Abraham Lincoln, cinco dias após a Guerra Civil Americana. John Wilkes Booth entra no Teatro Ford, atira no presidente e grita a frase Sic semper tyrannis, lema da CCO.
A CCO (Cavaleiros do Círculo de Ouro) era uma sociedade secreta a favor da escravidão na Guerra Civil e Sic semper tyrannis (Assim Sempre com os Tiranos) era seu lema.
Enquanto isso, numa taverna, outro membro da CCO foi ao encontro de Thomas Gates (tataravô de Ben Gates), um perito em códigos, para ajudá-lo a decifrar uma mensagem codificada. A mensagem continha uma pista para um tesouro escondido. Ao perceber que o homem era da CCO, Thomas queimou a mensagem e foi morto pelo homem. Após a fuga do membro, Thomas sussurou para seu neto, Charles Gates, a frase "O débito que todo homem paga".
Anos depois, Ben Gates dá uma palestra sobre como seu bisavô evitou que o Círculo de Ouro tivesse acesso a um enorme tesouro que certamente financiaria a vitória da CCO na Guerra. Porém, Ben é interrompido por Mitch Wilkinson, que mostra uma página do diário perdido de Booth. Lá, estavam escritos os nomes de todos os conspiradores e, entre eles, o nome de Thomas Gates, como planejador. Recusando-se a acreditar nisso, Ben decide provar a inocência do bisavô.

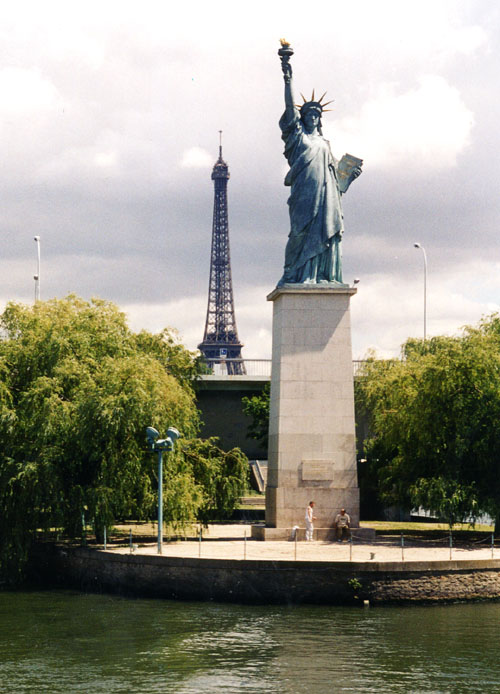
A réplica da Estátua da Liberdade usada no filme.

Usando uma visão espectral sobre a imagem, Ben, seu amigo Riley e a ex-namorada Abigail descobrem uma cifra escrita por Edouard Laboulaye (um dos responsáveis pela construção das Estátuas da Liberdade) que indica que há outra pista na Estátua da Liberdade francesa, chamada Lady Laboulaye.
Lá, eles descobrem uma pista que indica as duas Mesas do Resoluto como guardiãs da próxima pista. Ben, Abigail e Riley conseguem entrar no escritório da Rainha onde encontram a primeira das duas mesas do Resoluto. Ben encontra, escondida num compartimento secreto na mesa, uma placa com escritas de civilizações ameríndias. Após sairem do Palácio de Buckingham, os três são perseguidos por Mitch Wilkinson que também procura o tesouro. Wilkinson descobre aonde Gates ia porque clonara o celular de Patrick Gates (pai de Ben) sem eles saberem.
Para escapar de Wilkinson, Ben atravessa no sinal e mostra a placa para o radar, que fotografou-a. Ele atira a placa no Rio Tamisa e escapa de Mitch e seus ajudantes. Mitch recupera a placa, mas não sabe como lê-la. Ben consegue a foto tirada pelo radar e, ao perceber do que se tratava, decide pedir ajuda a sua mãe, a única pessoa que ele conhece que sabe ler ameríndio. Patrick se opõe a essa ideia mas, com a ajuda de Ben, ele vai pedir ajuda a Emily Appleton. Apesar de não querer ajudar Patrick (seu ex-marido), Emily traduz a placa, que traz uma pista para Cíbola|Cíbola, a Cidade de Ouro. Ela também diz que a pista está incompleta. O restante da pista está escondida na outra mesa do Resoluto, no Salão Oval (na Casa Branca).
Para entrar no Salão, Ben recorre ao novo namorado de Abigail, que trabalha na Casa Branca. Abigail convence-o a levá-los ao Salão e, lá, Ben encontra o outro compartimento na mesa, mas não há outra placa, e sim um carimbo.

O Grande Selo Americano. O símbolo do Livro dos Segredo é igual ao Selo, mas possui um pergaminho no lugar de um galho de oliva.

O carimbo apresenta um selo parecido com o Selo Americano mas, na pata direita da águia há um pedaço de pergaminho ao invés de um galho de oliva. Após Ben descrever o símbolo, Riley o reconhece do livro que ele escrevera (O Tesouro Templário, onde ele fala, além do tesouro que eles descobriram no filme anterior, sobre lendas urbanas e teorias de conspiração). Ele diz aos amigos que aquele era o símbolo do Livro dos Segredos, um livro que contem todos os segredos dos Estados Unidos, que só pode ser lido ou tocado pelo presidente atual. Logo, eles deduzem que há uma pista da placa no Livro. Ben se encontra com um amigo, o Agente do FBI Peter Sadusky, para perguntar se o Livro é real. Ele confirma. Após refletir, Ben decide que a única maneira de encontrar o livro é raptando o Presidente. Abigail, Riley e Patrick tentam convencê-lo a não fazer isso mas, após muita discussão, eles decidem ajudá-lo. Eles armam para que o presidente comemore seu aniversário no mount Vernon. 

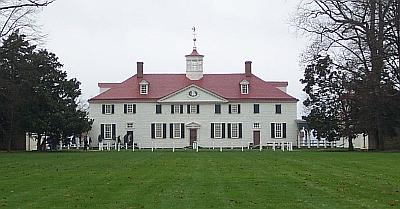
Mount Vernon.

Depois, no aniversário do Presidente, Ben consegue entrar na festa e puxar assunto com o Presidente. Ben fala a ele sobre uma passagem secreta e, após despistar a segurança, Ben e o Presidente entram na passagem. Ben fecha a porta da passagem e pergunta ao presidente se o Livro era real e onde ele estava. Ben permite que o Presidente saia, mas mesmo assim pergunta a ele sobre o Livro. Após insistir em não dizer nada, o Presidente finalmente decide revelar que o Livro é real e que estava numa sessão restrita da Biblioteca do Congresso. O Presidente também pede para Ben olhar o que havia na página 47 do Livro.

Selo da Biblioteca do Congresso.

Depois, fora da passagem, Ben conta aos amigos onde estava o Livro. Ao chegar na estante indicada pelo Presidente, eles encontram um compartimento secreto aberto com uma senha dada pelo Presidente. O compartimento abriu e revelou o Livro dos Segredos.
Nele, eles encontraram uma foto da outra placa. A polícia, guiada por Sadusky, entrou na biblioteca e começou a perssegui-los, mas eles os despistaram. Patrick enviou a foto pelo celular para Emily traduzir e Mitch descobriu. Ele foi até a casa dela e obrigou-a a revelar o que estava escrito nas placas. Pouco depois, Patrick chega até a casa de Emily também, mas não vê Mitch, que se escondera. Emily lhe revela o que estava escrita na outra placa e Mitch escuta.
A pista os leva ao Monte Rushmore, onde Ben e Mitch se encontram. Mitch decide se unir a Ben se ele concordar em creditar a descoberta de Cíbola a ele, e Ben concorda. Eles encontram, atrás do Monte, o símbolo de uma águia com uma abertura no peito, onde se escondia uma alavanca. Ben a puxa e várias pedras desmoronam num pequeno cabo ao lado deles, revelando uma passagem. Eles a atravessam e chegam em Cíbola, a Cidade de Ouro. Porém, a água que corria pela cidade provoca uma inundação.
Para fugir, eles seguem a corrente e chegam a uma câmara onde havia um timão. Ao ser girado, o timão abria a porta da câmara, que também estava sendo inundada. Era preciso pelo menos um para manter a porta aberta. A corrente estava empurrando o timão no sentido oposto. Ben e Mitch empurram o timão para os outros passarem, mas Ben é arrastado pela correnteza e Mitch fica para trás. Ele empurra o timão para que Ben possa passar e pede-lhe para que diga que ele encontrou Cíbola. Ben é arrastado para fora da câmara. Mitch não consegue mais segurar o timão, a porta se fechou e ele morreu afogado.

Presidente Abraham Lincoln, o homem que uniu os Estados Unidos da América.

Fora da câmara, os outros conseguem sair e voltar ao monte. Ben liga para o agente Sadusky e diz que eles encotraram Cíbola, mas Sadusky ainda assim diz que ele cometeu um crime federal ao raptar o Presidente. Ele é levado até o Presidente onde ele convence os seguranças que Ben não o raptou e que eles apenas exploravam uma passagem secreta e que a porta se fechou repentinamente. Ben conta ao Presidente sobre Cíbola e o Presidente lhe mostra a edição do jornal do dia seguinte, onde uma manchete revela que Thomas Gates era inocente do assassinato de Abraham Lincoln.
Logo surgem arqueólogos e curadores de toda parte para ver Cíbola. Ben e Abigail decidem voltar a namorar. No fim, o carro de Riley (uma Ferrari que ele comprara com sua parte do tesouro do filme anterior e que fora confiscada pela Receita Federal), lhe é devolvido.
Informações recentes dizem que o que há na página 47, são informações sobre a Atlântida. O resto deverá ser revelado no terceiro filme.

## Elenco
- Nicolas Cage como Benjamin Franklin "Ben" Gates
- Justin Bartha como Riley Poole
- Diane Kruger como Abigail Chase
- Jon Voight como Patrick Gates
- Helen Mirren como Emily Appleton
- Ed Harris como Mitch Wilkinson
- Harvey Keitel como Agente Peter Sadusky
- Armando Riesco como Agente Especial do FBI Hendricks
- Alicia Coppola como Agente Especial do FBI Spellman
- Felipe Semblante como Agente Especial do FBI
- Albert Hall como Dr. Nichols
- Bruce Greenwood como Presidente dos Estados Unidos da América
- Ty Burrell como Connor, o novo namorado de Abigail, que trabalha na Casa Branca

Randy Travis faz uma aparição, interpretando a si mesmo. Pequenas peças de apoio são interpretados por Joel Gretsch e Billy Unger como ancestrais de Gates, Thomas Gates e Charles Carroll Gates; Christian Camargo como John Wilkes Booth, e Zachary Gordon como um menino que entra em uma discussão acalorada com Gates, sobre uma conspiração Lincoln;

## Produção

### Resposta da crítica
National Treasure: Book of Secrets recebeu críticas mistas dos críticos. Rotten Tomatoes informou que 34% dos críticos deram ao filme opiniões positivas com base em 123 comentários. Metacritic relatou o filme teve uma pontuação média de 48 em 100, com base em 26 comentários, enquanto os críticos de cinema britânicos contestaram a implicação de apoio britânico para o lado confederado na Guerra Civil Americana  O filme recebeu duas indicações ao Framboesa de Ouro, incluindo Pior Ator para Nicolas Cage (também para Ghost Rider e Next) e Pior Ator Coadjuvante para Jon Voight (também para Bratz: O Filme, September Dawn e Transformers).

### Bilheteria
O filme estreou no número um com $16,739,339 em seu primeiro dia,  e 44,783,772 em seu primeiro fim de semana, a terceira maior abertura de Natal. Ele chegou à marca de US$100 milhões em oito dias, a metade do tempo levou o primeiro filme.  Ele ficou no número um por 17 dias antes de cair para o número dois, e arrecadou $457,364,600 em todo o mundo, tornando-se o nono filme de maior bilheteria de 2007. Também foi transmitido pela STAR Movies e Fox Movies Premium.[carece de fontes?]

## Novelizações
Disney Press publicou uma novelização oficial do roteiro intitulado National Treasure 2: Book of Secrets The Junior Novel em 6 de novembro de 2007. Partes da história na versão romance ser ligeiramente diferente do que foi filmado, devido a mudanças que estão sendo feitas no roteiro antes e durante a produção. Por exemplo, no romance, Ben e Abigail fotografar a prancha de madeira encontrado escondido no balcão da Rainha e deixá-lo para trás, com a seguinte perseguição de carro. Mas no filme, eles tomam a prancha com eles na perseguição.
Também publicado no mesmo dia em que a novelização oficial era um romance companheiro juventude Changing Tides: A Gates Family Mystery por Catherine Hapka. Sua história se passa na Inglaterra no ano de 1612 e é o primeiro de uma série de romances históricos planejadas sobre a família Gates. O epílogo de Changing Tides está incluído na parte de trás do livro National Treasure. O segundo romance de juventude por Hapka, Midnight Ride: A Gates Family Mystery, foi publicado em 8 de marco de 2008.

## Home media
National Treasure: Book of Secrets foi lançado em DVD, UMD e Blu-ray Disc em 20 de maio de 2008 (2 de junho de 2008, no Reino Unido). No fim de semana de abertura, $3,178,631 unidades de DVD foram vendidos, trazendo 50,826,310 dólares em receitas. Em agosto de 2009, 5,873,640 unidades de DVD foram vendidas, gerando uma receita de $93,132,076. Isso não inclui as vendas de Blu-ray Disc ou aluguel de DVD.
O filme foi renomeado National Treasure 2: Book of Secrets para as três versões. O site oficial do filme também foi alterado em conformidade.
Uma edição especial, chamada de "National Treasure Presidential Edition", contém National Treasure e National Treasure 2: Book of Secrets dentro de um livro carta que é uma réplica do livro secreto dos Presidentes da National Treasure 2: Book of Secrets.

## Produção

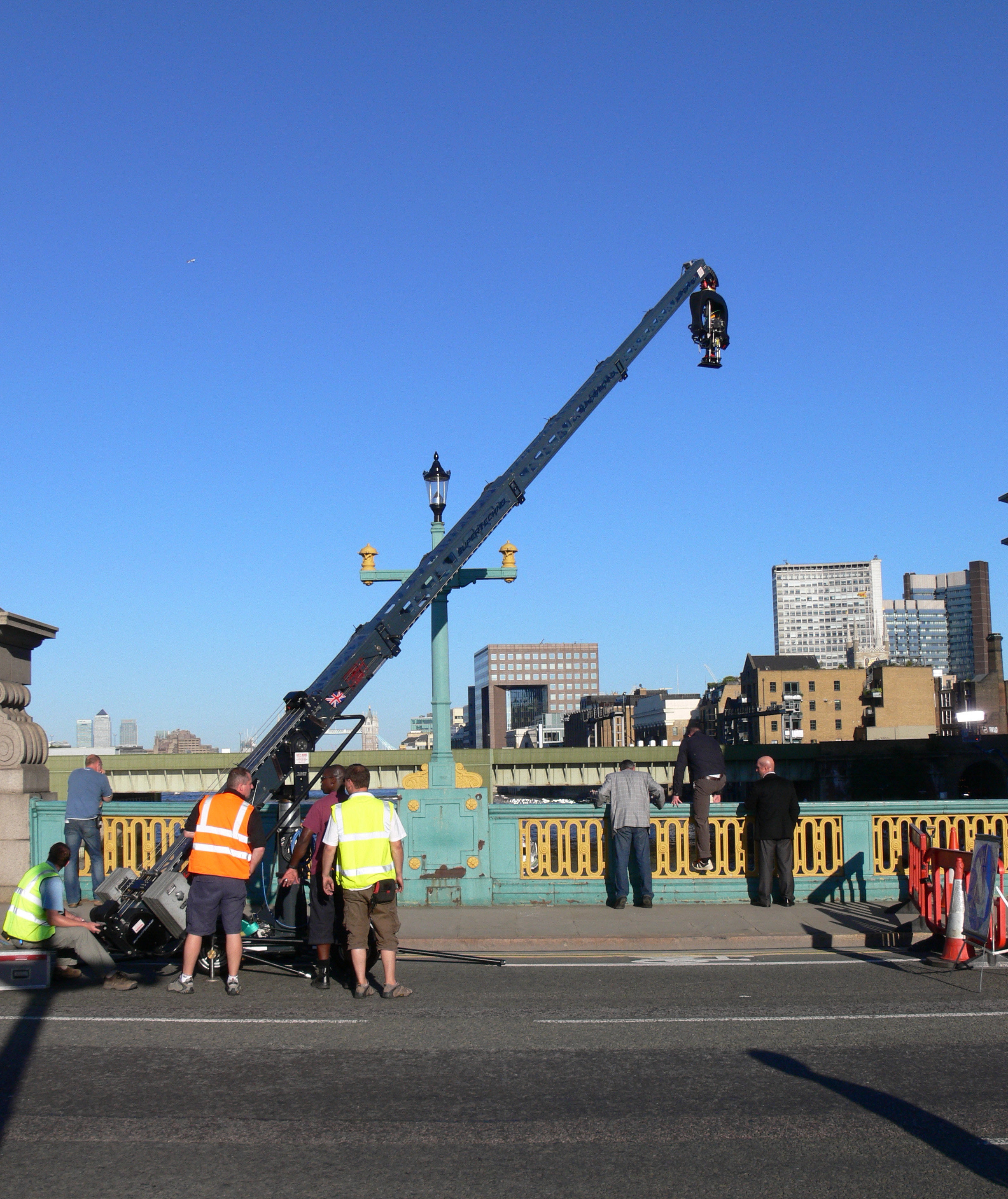
Gravação do filme em Londres

Muitas cenas de locais históricos foram filmados no local, incluindo as cenas em Mount Vernon e Monte Rushmore. As filmagens no Monte Rushmore levou mais tempo do que o inicialmente previsto, devido ao mau tempo e à decisão de alterar a configuração de cenas adicionais para a área ao redor do Monte Rushmore para tirar proveito do pano de fundo de Black Hills.

## Sequência
O diretor Jon Turteltaub, disse que a equipe vai levar o seu tempo em uma segunda sequência National Treasure, mas a Disney já registrou os domínios para NationalTreasure3.com e NationalTreasure4.com. Embora o segundo filme terminou com a pergunta sobre a página 47 de livro de segredos do Presidente, Turteltaub respondeu em uma entrevista coletiva que a ideia não foi gravada na pedra como base para a National Treasure 3.